# Francesco Compasso
Francesco Compasso, detto Franco (Cellole, 20 aprile 1935 – Cellole, 10 febbraio 1997), è stato un avvocato, giornalista e politico italiano, esponente del Partito Liberale Italiano ed europarlamentare.
Fu anche magistrato della Corte dei conti.

## Biografia
Consigliere comunale di Sessa Aurunca dal 1960 al 1972, fu segretario provinciale del Partito Liberale Italiano dal 1964 al 1970, regionale dal 1981 al 1985 e vicesegretario nazionale dal 1970 al 1980. Divenne consigliere della RAI-TV dal 1975 al 1980.
Subentrò al Parlamento europeo nell'aprile 1987, dopo essere stato candidato alle elezioni europee del 1984 per le liste del PLI-PRI. Autore di numerosi saggi e sostenitore della causa meridionale, nel 1972 gli fu attribuito il "Premio della Cultura della Presidenza del Consiglio" e nel 1982 vinse il premio Libro dell'anno. Fu direttore della rivista trimestrale di cultura Civiltà Aurunca, da lui fondata nel 1985, del centro studi “Campania Ottanta”, del periodico “Sudeuropeo” e per le Edizioni Scientifiche Italiane di Napoli della collana di saggi “Mezzogiorno ed Europa”. Infine, dal 1990 magistrato della Corte dei conti e presidente del Comitato provinciale della Croce Rossa Italiana dal 1991 al 1993.
Sua figlia Cristina è stata sindaco di Cellole, suo paese natale, dal 2018 al 2019.